# Iglesia de San Pascual Bailón (Valladolid)
La iglesia de San Pascual Bailón es un templo moderno ubicado en Valladolid. Se encuentra en el barrio Huerta del Rey

## Historia y estilo
Forma parte de una serie de iglesias que fueron construidas durante los años 60-70 del siglo XX como consecuencia del crecimiento de la ciudad. Está relacionada con la Cofradía Penitencial de La Oración del Huerto y San Pascual Bailón.
- Datos: Q5911051
- Multimedia: Church of San Pascual Bailón, Valladolid / Q5911051